# Prosoplus samoanus
Prosoplus samoanus är en skalbaggsart som beskrevs av Aurivillius 1913. Prosoplus samoanus ingår i släktet Prosoplus och familjen långhorningar.
Artens utbredningsområde är:
- Fiji.
- Samoa.

Inga underarter finns listade i Catalogue of Life.